# LAX Automated People Mover
Le LAX Automated People Mover est une navette automatique en cours de construction qui desservira les différents terminaux de l'aéroport international de Los Angeles (LAX) ainsi que ses environs.
Le système sera la propriété de Los Angeles World Airports (LAWA) et sera exploité par LAX Integrated Express Solutions (LINXS). La ligne s'étendra sur 3,62 km et comportera six stations reliant le Centre de location de voitures de LAX (en) (ConRAC), le métro de Los Angeles et la zone de transport intermodal de l'aéroport (West ITF) au terminal central de l'aéroport (CTA).
L'ouverture de la ligne était initialement prévue pour 2023, mais en juillet 2024, son ouverture est prévue pour janvier 2026.

## Histoire

### Genèse du projet
L'aéroport international de Los Angeles est depuis longtemps confronté à des embouteillages sur World Way, la route principale qui traverse la zone centrale des terminaux de l'aéroport. Ces embouteillages peuvent souvent déboucher sur Century Boulevard ou sur le tunnel de l'aéroport, qui relient l'aéroport à l'Interstate 405 et à l'Interstate 105 respectivement.
Dans les années 2000, l'aéroport était classé parmi les plus encombrés du pays. Ce constat a conduit les gestionnaires de l'aéroport à dépenser plus de 15 milliards de dollars américains pour moderniser l'aéroport, avec un système de transport automatisé de personnes (APM) comme l'une des principales améliorations. Le projet est devenu encore plus urgent en 2017 lorsque Los Angeles a obtenu l'organisation des Jeux olympiques d'été de 2028.
Après avoir reçu trois offres, Los Angeles World Airports a annoncé avoir choisi LAX Integrated Express Solutions (LINXS) pour concevoir, construire, financer, exploiter et entretenir l'APM pendant 25 ans,. LINXS est une coentreprise, créée dans le cas d'un partenariat public-privé, composée d'ACS, Alstom, Balfour Beatty, Fluor et Hochtief, avec l'aide de HDR et Flatiron West. Le conseil municipal de Los Angeles a approuvé le projet de 4,9 milliards de dollars américains le 11 avril 2018.

### Construction
La construction de la station West ITF a officiellement débuté à l'été 2019 et les travaux du ConRAC ont commencé en septembre 2019. La première coulée de béton pour l'APM a eu lieu en septembre 2020 à la station West ITF.
La construction des 3,62 km de voie surélevée à deux voies a commencé au printemps 2019 avec la mise en place des premières colonnes de support souterraines.
Après deux ans de construction, le parking économie de West ITF a ouvert ses portes le 19 octobre 2021. Jusqu'à l'ouverture de l'APM, des navettes temporaires transportent les passagers entre l'aéroport et le parking.
L'ouverture de la ligne était initialement prévue pour 2023, mais depuis juillet 2024, celle-ci est prévue pour janvier 2026. Les retards dans le calendrier ont coïncidé avec des changements au niveau de la direction générale du projet.
Le 2 mai 2024, le Board of Airport Commissioners a validé un montant supplémentaire de 200 millions de dollars pour financer des modifications du projet et tenter de consolider le calendrier. Le 16 août 2024, le City Council a approuvé un montant supplémentaire de 400 millions de dollars à la suite d'une décision d'abitrage prise le 7 juin 2024, estimant que LAWA était responsable d'un retard de 526 jours, n'ayant pas agi de bonne foi et ne s'étant pas conformé aux documents contractuels.
En mai 2024, la construction était réalisée à 97,3 %.

## Tracé et stations
L'Automated People Mover (APM) de LAX s'étendra sur 3,62 km le long d'une ligne de six stations, avec des voies parallèles formant une boucle.
L'APM desservira trois stations dans la zone centrale du terminal (CTA), chacune dotée de passerelles avec des trottoirs roulants vers les terminaux voisins. La station ouest desservira les terminaux 3, 4 et B (le terminal international Tom Bradley), la station centrale desservira les terminaux 1, 2, 5 et 6, et la station est desservira les terminaux 7 et 8 avec une future connexion au terminal 1. En continuant vers l'est, la ligne passera par le Sepulveda Boulevard et longera l'aérodrome où sera situé le futur terminal 9.
À ce stade, la ligne tourne vers le nord, traversant Century Boulevard pour atteindre le LAX West Intermodal Transportation Facility (ITF), une grande structure de stationnement avec une zone d'accueil et d'accès au LAX City Bus Center et aux hôtels voisins.
De là, la ligne continue vers l'est le long de la 96e rue, en passant par le centre de maintenance de la ligne et en traversant les voies du métro pour arriver à la station East ITF, qui surplombe la station LAX/Metro Transit Center.
Les trains parcourent ensuite une courte distance vers l'est et entrent dans le LAX Consolidated Rent-A-Car Facility (ConRAC), une immense plate-forme de stationnement qui accueillera toutes les grandes sociétés de location de voiture présentes à l'aéroport de Los Angeles.

### Stations
| Station    | Connections                           |
| ---------- | ------------------------------------- |
| West CTA   | Terminaux 3 et 4                      |
| Center CTA | Terminaux 1, 2, 5 et 6                |
| East CTA   | Terminaux 7 et 8                      |
| Terminal 9 | Terminal 9 (en projet)                |
| West ITF   | Parking economy                       |
| East ITF   | LAX/Metro Transit Center, lignes      |
| ConRAC     | Centre de location de voitures de LAX |

## Exploitation
La navette automatique devrait circuler tous les jours 24 heures sur 24. De 9h à 23h, la fréquence de passage sera de deux minutes entre chaque train. Le temps de parcours de bout en bout de la ligne sera de dix minutes.

### Matériel roulant
La ligne sera équipée de 44 véhicules Innovia APM 300 fabriqués par Alstom (à l'origine Bombardier Transport). Chaque véhicule peut accueillir jusqu'à 50 passagers avec leurs bagages, dont 12 assis et le reste debout. Aux heures de pointe, neuf trains de quatre voitures circuleront simultanément. Les trains circuleront à une vitesse maximale de 47 miles par heure (76 km/h) et à une vitesse moyenne, arrêts compris, de 13,5 miles par heure (21,7 km/h).

## Galerie

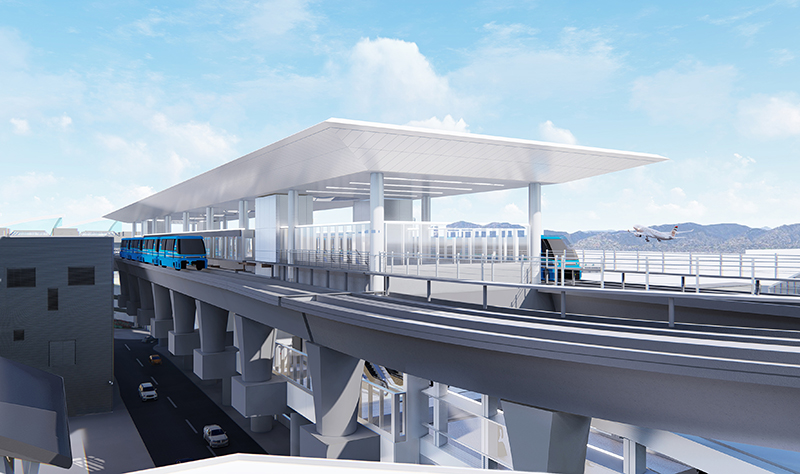
Rendu 3D de la station Center CTA.
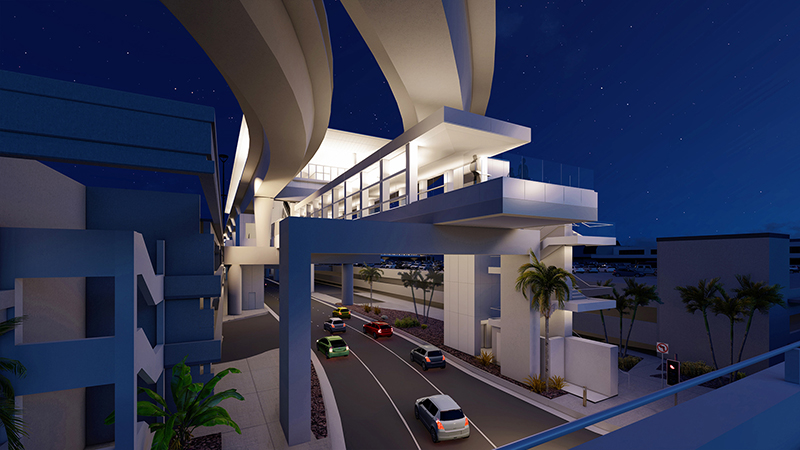
Rendu 3D de la station East CTA.
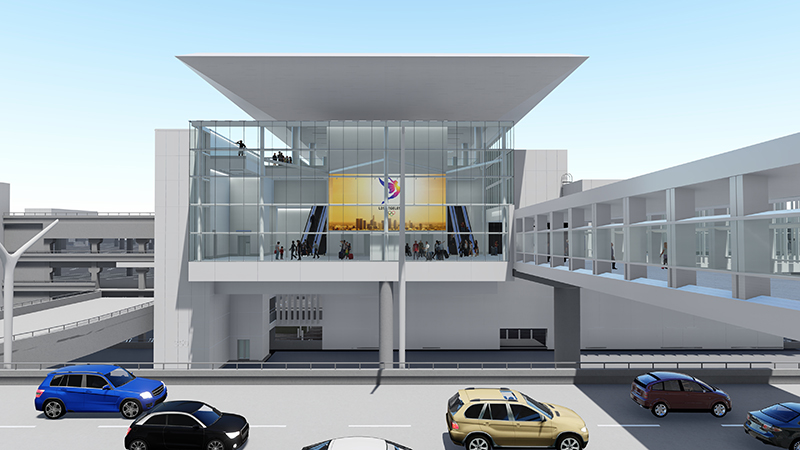
Rendu 3D de la station West CTA vue depuis le terminal international Tom Bradley.